# بنفشه روستراتا
 بنفشه روستراتا(نام علمی: Viola rostrata) نام یک گونه از سرده بنفشه است.